# Jahreszeiten (Album)
Jahreszeiten ist das zehnte Studioalbum des deutschen Liedermachers Reinhard Mey. Es erschien 1980 bei Intercord. Alle zwölf Lieder wurden von ihm getextet und komponiert. Die Arrangements übernahm Wilfried Grünberg.

## Inhalt
Auch in seinem zehnten Studioalbum bietet Reinhard Mey wieder ein breites Spektrum an Themen und Stimmungen. Das Titellied gehört zu einer Trilogie, die sich mit Kindheit, Jugend und dem Älterwerden beschäftigt. Unterwegs handelt vom Tourneeleben und greift den Titel seines gleichnamigen Livealbums von 1978 auf. Kritik an Moderner Kunst und modernen Erscheinungsformen in vielen Bereichen des Lebens übt Mey in Des Kaisers neue Kleider. Einen zwischen Arbeit und Familie hin- und hergerissenen Vater schildert er in Vaters Nachtlied. Für die heitere Seite sorgen Lieder wie Bei Ilse und Willi auf’m Land.

## Titelliste
1. Bei Ilse und Willi auf’m Land – 3:15
2. Sommermorgen – 3:20
3. Des Kaisers neue Kleider – 5:22
4. Freunde, laßt uns trinken – 2:52
5. Unterwegs – 4:39
6. Vaters Nachtlied – 2:52
7. Wir sind lauter arme, kleine Würstchen – 3:48
8. Poor Old Germany – 2:44
9. Alleinflug – 4:15
JAHRESZEITENTRILOGIE
10. Beim Blättern in den Bildern meiner Kindheit – 4:12
11. Kleiner Kamerad – 4:03
12. Jahreszeiten – 4:13

## Weitere Infos
Für den Ton zeichneten Klaus Bohlmann und Walther Richter verantwortlich. Fotos stammen von Egede Adams, Hella Mey und Hipp-Foto. Die LP-Hülle gestaltete Charles H. Hoellering.